# Списък с филмите на „Парамаунт Пикчърс“ (1990 – 1999)
Следва списък с филмите, които са оригинално продуцирани и/или разпространени театрално от Парамаунт Пикчърс и пуснати през 90-те години на XX век.
| Премиера             | Заглавие                                                      | Бележки |
| -------------------- | ------------------------------------------------------------- | --- |
| 12 януари 1990 г.    | Вътрешни афери                                                | |
| 2 февруари 1990 г.   | Завръщане в миналото                                          | |
| 2 март 1990 г.       | На лов за Червения октомври                                   | копродукция с Mace Neufeld Productions |
| 13 април 1990 г.     | Луди хора                                                     | |
| 4 май 1990 г.        | Разкази от тъмната страна                                     | |
| 11 май 1990 г.       | A Show of Force                                               | |
| 8 юни 1990 г.        | Още 48 часа                                                   | |
| 27 юни 1990 г.       | Дни на грохот                                                 | копродукция с Don Simpson/Jerry Bruckheimer Films |
| 13 юли 1990 г.       | Призрак                                                       | Номинация „Оскар“ за най-добър филм |
| 10 август 1990 г.    | Двамата Джейк                                                 | |
| 21 септември 1990 г. | Любовна лудост                                                | |
| 12 октомври 1990 г.  | Добре дошла вкъщи, Рокси Кармайкъл                            | копродукция с ITC Entertainment |
| 26 октомври 1990 г.  | Нощна смяна                                                   | северноамерикански разпространител Columbia Pictures поддържа международни права за разпространение |
| 19 декември 1990 г.  | Почти ангел                                                   | |
| 25 декември 1990 г.  | Кръстникът 3                                                  | Номинация „Оскар“ за най-добър филм копродукция с American Zoetrope и The Coppola Company |
| 18 януари 1991 г.    | Полетът на нашественика                                       | копродукция с Mace Neufeld Productions |
| 22 февруари 1991 г.  | Той каза, тя каза                                             | |
| 15 март 1991 г.      | Съвършеното оръжие                                            | |
| 15 март 1991 г.      | Истински цветове                                              | |
| 26 април 1991 г.     | Талант за играта                                              | |
| 31 май 1991 г.       | Сапунена опера                                                | |
| 28 юни 1991 г.       | Голо оръжие 2 и 1/2                                           | |
| 10 юли 1991 г.       | Относно Хенри                                                 | |
| 2 август 1991 г.     | Телесни части                                                 | |
| 23 август 1991 г.    | Отново мъртъв                                                 | |
| 27 септември 1991 г. | Необходима грубост                                            | копродукция с Mace Neufeld Productions и Robert Rehme Productions |
| 11 октомври 1991 г.  | Франки и Джони                                                | |
| 11 октомври 1991 г.  | Stepping Out                                                  | |
| 25 октомври 1991 г.  | Жената на касапина                                            | |
| 8 ноември 1991 г.    | Коледно желание                                               | |
| 22 ноември 1991 г.   | Семейство Адамс                                               | единствено разпространение в Северна и Латинска Америка копродукция с Orion Pictures и Scott Rudin Productions |
| 6 декември 1991 г.   | Стар Трек VI: Неоткритата страна                              | |
| 17 януари 1992 г.    | Респект                                                       | |
| 14 февруари 1992 г.  | Светът на Уейн                                                | |
| 27 март 1992 г.      | Калинките                                                     | единствено разпространение в САЩ и Канада копродукция с Ladybugs Productions |
| 17 април 1992 г.     | Мозъчни донори                                                | |
| 1 май 1992 г.        | К2                                                            | |
| 5 юни 1992 г.        | Патриотични игри                                              | копродукция с Mace Neufeld Productions и Robert Rehme Productions |
| 1 юли 1992 г.        | Бумеранг                                                      | копродукция с Imagine Entertainment |
| 10 юли 1992 г.       | Готин свят                                                    | копродукция с Bakshi Productions |
| 31 юли 1992 г.       | Bébé's Kids                                                   | копродукция с Hyperion Pictures и The Hudlin Brothers |
| 7 август 1992 г.     | Шепот в мрака                                                 | |
| 28 август 1992 г.    | Гробище за домашни любимци 2                                  | |
| август 1992 г.       | Брулени хълмове                                               | |
| 4 септември 1992 г.  | Боб Робъртс                                                   | единствено разпространение в САЩ копродукция с Miramax Films, Live Entertainment, PolyGram Filmed Entertainment и Working Title Films                                                                                              |
| 18 септември 1992 г. | Училищни връзки                                               | |
| 9 октомври 1992 г.   | 1492: Завладяването на рая                                    | единствено разпространение в САЩ разпространен от Pathé в Европа |
| 30 октомври 1992 г.  | Кварталът пощуря                                              | |
| 6 ноември 1992 г.    | Дженифър 8                                                    | копродукция с Scott Rudin Productions |
| 18 декември 1992 г.  | Силата на вярата                                              | |
| 15 януари 1993 г.    | Живи                                                          | единствено международно разпространение копродукция с Touchstone Pictures и The Kennedy/Marshall Company |
| 12 февруари 1993 г.  | Заместничката                                                 | |
| 12 март 1993 г.      | Огън в небето                                                 | |
| 7 април 1993 г.      | Неприлично предложение                                        | |
| 21 май 1993 г.       | Силвър                                                        | |
| 30 юни 1993 г.       | Фирмата                                                       | копродукция с Cruise/Wagner Productions |
| 16 юли 1993 г.       | Нещото, наречено любов                                        | |
| 23 юли 1993 г.       | Конусови глави                                                | |
| 11 август 1993 г.    | Невинни ходове                                                | |
| 24 септември 1993 г. | Бофа!                                                         | |
| 17 октомври 1993 г.  | Всичко е вярно: Въз основа на незавършения филм от Орсън Уелс | |
| 5 ноември 1993 г.    | Плът на раздора                                               | |
| 19 ноември 1993 г.   | Семейство Адамс 2                                             | копродукция с Scott Rudin Productions |
| 10 декември 1993 г.  | Светът на Уейн 2                                              | |
| 17 декември 1993 г.  | Защо тъгува Гилберт Грейп                                     | |
| 25 декември 1993 г.  | Земя на сенките                                               | единствено разпространение във Великобритания копродукция с Price Entertainment и Spelling Bee International |
| 21 януари 1994 г.    | Точка на пресичане                                            | |
| 18 февруари 1994 г.  | Сини пионки                                                   | |
| 18 март 1994 г.      | Голо оръжие 33 и 1/3: Последната обида                        | |
| 30 март 1994 г.      | Джими Холивуд                                                 | |
| 25 май 1994 г.       | Ченгето от Бевърли Хилс III                                   | копродукция с Mace Neufeld Productions и Robert Rehme Productions |
| 6 юли 1994 г.        | Форест Гъмп                                                   | Награда „Оскар“ за най-добър филм |
| 22 юли 1994 г.       | Ласи                                                          | |
| 3 август 1994 г.     | Реална опасност                                               | копродукция с Mace Neufeld Productions и Robert Rehme Productions |
| 17 август 1994 г.    | Андре                                                         | единствено разпространение в Северна Америка копродукция с The Kushner-Locke Company |
| 31 август 1994 г.    | За джобни пари                                                | копродукция с The Kennedy/Marshall Company |
| 12 октомври 1994 г.  | Версията на Браунинг                                          | |
| 4 ноември 1994 г.    | Луната на Понтиак                                             | |
| 18 ноември 1994 г.   | Стар Трек: Космически поколения                               | |
| 9 декември 1994 г.   | Десантна зона                                                 | |
| 25 декември 1994 г.  | Коефициент за интелигентност                                  | |
| 13 януари 1995 г.    | Няма балами                                                   | копродукция с Scott Rudin Productions |
| 17 февруари 1995 г.  | Семейство Брейди                                              | |
| 17 март 1995 г.      | Да изгубиш Исая                                               | |
| 31 март 1995 г.      | Томи Бой                                                      | |
| 12 април 1995 г.     | Стюарт спасява семейството си                                 | |
| 24 май 1995 г.       | Смело сърце                                                   | Награда „Оскар“ за най-добър филм единствено разпространение в Северна Америка копродукция с „Айкън Пръдъкшънс“ и The Ladd Company 20th Century Fox поддържа международните територии                                              |
| 9 юни 1995 г.        | Конго                                                         | копродукция с The Kennedy/Marshall Company |
| 14 юли 1995 г.       | Индианец в шкафа                                              | единствено разпространение в Северна Америка копродукция с Columbia Pictures, The Kennedy/Marshall Company, Scholastic Films и Reliable Pictures Corporation                                                                       |
| 19 юли 1995 г.       | Баровки                                                       | |
| 4 август 1995 г.     | Виртуален убиец                                               | |
| 13 октомври 1995 г.  | Джейд                                                         | |
| 27 октомври 1995 г.  | Вампир в Бруклин                                              | копродукция с Eddie Murphy Productions |
| 3 ноември 1995 г.    | У дома за празниците                                          | единствено разпространение в Северна Америка продуциран от Egg Pictures и PolyGram Filmed Entertainment |
| 22 ноември 1995 г.   | За нула време                                                 | |
| 15 декември 1995 г.  | Сабрина                                                       | копродукция с Scott Rudin Productions |
| 12 януари 1996 г.    | Око за око                                                    | |
| 2 февруари 1996 г.   | Черната овца                                                  | |
| 3 април 1996 г.      | Първичен страх                                                | |
| 12 април 1996 г.     | Kids in the Hall: Brain Candy                                 | |
| 22 май 1996 г.       | Мисията невъзможна                                            | копродукция с Cruise/Wagner Productions |
| 7 юни 1996 г.        | Фантомът                                                      | копродукция с Village Roadshow Pictures и The Ladd Company |
| 10 юли 1996 г.       | Шпионката Хариет                                              | копродукция с Nickelodeon Movies и Rastar |
| 9 август 1996 г.     | Бягство от Ел Ей                                              | копродукция с Rysher Entertainment |
| 23 август 1996 г.    | Семейство Брейди 2                                            | |
| 20 септември 1996 г. | Клуб „Първа съпруга“                                          | копродукция с Scott Rudin Productions |
| 11 октомври 1996 г.  | Призрака и Мрака                                              | |
| 25 октомври 1996 г.  | Проклятието                                                   | единствено разпространение продуциран от Spelling Films |
| 1 ноември 1996 г.    | Мили Боже                                                     | |
| 22 ноември 1996 г.   | Стар Трек VIII: Първи контакт                                 | |
| 20 декември 1996 г.  | Бийвъс и Бътхед оправят Америка                               | копродукция с Geffen Pictures и MTV Films |
| 25 декември 1996 г.  | Вечерна звезда                                                | копродукция с Rysher Entertainment |
| 25 декември 1996 г.  | Майката                                                       | |
| 10 януари 1997 г.    | Реликвата                                                     | единствено разпространение в Северна Америка копродукция с PolyGram Filmed Entertainment, Cloud Nine Entertainment, Toho, BBC Films, Marubeni и Pacific Western Productions Universal Pictures го разпростраянва в други територии |
| 7 февруари 1997 г.   | Козметичката и звяра                                          | |
| 7 март 1997 г.       | Интимни части                                                 | копродукция с Rysher Entertainment и Northern Lights Entertainment |
| 4 април 1997 г.      | Светецът                                                      | копродукция с Rysher Entertainment и Mace Neufeld Productions |
| 2 май 1997 г.        | Инцидентът                                                    | единствено разпространение в САЩ копродукция с DeLaurentiis Entertainment Group и Spelling Films |
| 16 май 1997 г.       | Нощ се спуска над Манхатън                                    | |
| 30 май 1997 г.       | Докато те нямаше                                              | копродукция с Lakeshore Entertainment |
| 27 юни 1997 г.       | Лице назаем                                                   | единствено разпространение в САЩ копродукция с Touchstone Pictures, David Permut Productions и WCG Entertainment |
| 18 юли 1997 г.       | Целуни ме, Гуидо                                              | копродукция с Capitol Films, Kardana Films и Redeemable Features |
| 25 юли 1997 г.       | Веселият бургер                                               | копродукция с Nickelodeon Movies и Tollin/Robbins Productions |
| 15 август 1997 г.    | Смъртоносен хоризонт                                          | копродукция с Lawrence Gordon Productions, Golar и Impact Pictures |
| 22 август 1997 г.    | Твоята усмивка                                                | копродукция с Rysher Entertainment |
| 19 септември 1997 г. | Няма скрито покрито                                           | копродукция с Scott Rudin Productions |
| 3 октомври 1997 г.   | Целуни момичетата                                             | |
| 24 октомври 1997 г.  | Истинска история                                              | единствено разпространение в Северна Америка копродукция с Warner Bros., „Айкън Пръдъкшънс“, „Айкън Ентъртейнмънт Интернешънъл“, Wendy Finerman Productions и Anna K. Production C.V.                                              |
| 31 октомври 1997 г.  | Отклонение                                                    | |
| 21 ноември 1997 г.   | Ударът                                                        | единствено разпространение в САЩ копродукция с American Zoetrope |
| 19 декември 1997 г.  | Титаник                                                       | Носител на 11 награди „Оскар“, включително за най-добър филм единствено разпространение в Северна Америка копродукция с 20th Century Fox и Lightstorm Entertainment                                                                |
| 25 декември 1997 г.  | Житейски уроци                                                | |
| 16 януари 1998 г.    | Мокри пари                                                    | единствено разпространение в САЩ копродукция с PolyGram Filmed Entertainment, Mutual Film Company, Marubeni, BBC Films, Tele Munchen Gruppe, Nordisk Film и Toho                                                                   |
| 27 февруари 1998 г.  | Истинската блондинка                                          | копродукция с Lakeshore Entertainment |
| 6 март 1998 г.       | Здрач                                                         | копродукция с Scott Rudin Productions |
| 10 април 1998 г.     | Стари приятели II                                             | |
| 24 април 1998 г.     | Плъзгащи се врати                                             | единствено разпространение в САЩ копродукция с Miramax Films, Intermedia Films и Mirage Enterprises |
| 8 май 1998 г.        | Смъртоносно влияние                                           | единствено разпространение в САЩ копродукция с DreamWorks Pictures, The Zanuck Company и David Brown Productions |
| 5 юни 1998 г.        | Шоуто на Труман                                               | копродукция с Scott Rudin Productions |
| 24 юли 1998 г.       | Спасяването на редник Райън                                   | Награда „Оскар“ за най-добър филм единствено международно разпространение копродукция с DreamWorks Pictures, Mutual Film Company и Amblin Entertainment                                                                            |
| 7 август 1998 г.     | Змийски очи                                                   | единствено разпространение в САЩ копродукция с Touchstone Pictures |
| 21 август 1998 г.    | Мъртвият съквартирант                                         | копродукция с MTV Films и Pacific Western Productions |
| 2 октомври 1998 г.   | Една нощ в Роксбъри                                           | |
| 20 ноември 1998 г.   | Дребосъчетата: Филмът                                         | копродукция с Nickelodeon Movies и Klasky Csupo |
| 11 декември 1998 г.  | План без грешка                                               | единствено разпространение в САЩ копродукция с Mutual Film Company, Tele Munchen Gruppe и Savoy Pictures |
| 11 декември 1998 г.  | Стар Трек: Бунтът                                             | |
| 25 декември 1998 г.  | Гражданско дело                                               | единствено международно разпространение копродукция с Touchstone Pictures, Scott Free Productions, Scott Rudin Productions и Wildwood Enterprises                                                                                  |
| 15 януари 1999 г.    | Отборът                                                       | копродукция с MTV Films |
| 5 февруари 1999 г.   | Разплата                                                      | единствено разпространение в САЩ копродукция с Warner Bros. Pictures и „Айкън Пръдъкшънс“ |
| 26 февруари 1999 г.  | 200 цигари                                                    | копродукция с MTV Films и Lakeshore Entertainment |
| 1 април 1999 г.      | Провинциалистите                                              | копродукция с Cort/Madden Productions |
| 7 май 1999 г.        | Съперници                                                     | копродукция с MTV Films |
| 18 юни 1999 г.       | Дъщерята на генерала                                          | копродукция с Mace Neufeld Productions и Robert Rehme Productions |
| 30 юни 1999 г.       | Саут Парк: По-голям, по-дълъг и по-необрязан                  | единствено разпространение в Северна Америка копродукция с Warner Bros. Pictures, Scott Rudin Productions и Comedy Central Films                                                                                                   |
| 16 юли 1999 г.       | Гората                                                        | копродукция с MTV Films |
| 30 юли 1999 г.       | Булката беглец                                                | единствено разпространение в Северна Америка копродукция с Touchstone Pictures, Interscope Communications и Lakeshore Entertainment                                                                                                |
| 24 септември 1999 г. | Двойно убийство                                               | копродукция с Scott Rudin Productions |
| 8 октомври 1999 г.   | Суперзвездата                                                 | копродукция с SNL Studios |
| 22 октомври 1999 г.  | До краен предел                                               | единствено разпространение в Северна Америка копродукция с Touchstone Pictures и De Fina-Cappa |
| 19 ноември 1999 г.   | Слийпи Холоу                                                  | единствено разпространение в САЩ копродукция с Mandalay Pictures, Le Studio Canal+, Scott Rudin Productions и American Zoetrope |
| 25 декември 1999 г.  | Прахът на Анджела                                             | единствено разпространение в Северна Америка копродукция с Universal Pictures, Scott Rudin Productions, Dirty Hands Productions и David Brown Productions                                                                          |
| 25 декември 1999 г.  | Талантливият мистър Рипли                                     | единствено разпространение в САЩ копродукция с Miramax Films, Mirage Enterprises и Timnick Films |